# Microcebus tavaratra
Lêmure-rato-de-tavaratra (Microcebus tavaratra) é uma espécie  de lêmure pertencente à família Cheirogaleidae.